# Batu Sundung (Barumun Tengah)
Batu Sundung is een bestuurslaag in het regentschap Padang Lawas van de provincie Noord-Sumatra, Indonesië. Batu Sundung telt 225 inwoners (volkstelling 2010).